# Misgurnus anguillicaudatus
Misgurnus anguillicaudatus, detto in italiano cobite di stagno orientale, è un pesce d'acqua dolce, appartenente alla famiglia dei Cobitidae.

## Distribuzione e habitat
Il suo areale originario è nell'Asia sudorientale, a partire dalla Birmania e a nord fino al fiume Amur. È stato introdotto in Europa dove è sicuramente presente in Germania e in varie parti del mondo (Messico, Palau, Stati Uniti, Australia). In Italia è stato rinvenuto per la prima volta nel giugno del 1997 in una roggia in comune di Carbonara al Ticino . Attualmente è diffuso in buona parte del Bacino del fiume Po

Questa specie è poco sensibile agli inquinamenti e alla scarsità di ossigeno per cui frequenta spesso le acque calde e stagnanti di stagni, rogge, canali di scolo, ecc.

## Descrizione
È molto simile al congenere cobite di stagno a cui si rimanda per la descrizione, si può distinguere da quest'ultimo per la colorazione che non ha le tipiche linee longitudinali nere ma piuttosto delle macchiette assai più irregolari, spesso disposte in file longitudinali.

Raggiunge una lunghezza di 28 cm ma solo in casi eccezionali.

## Biologia
Questa specie ha una resistenza all'anossia veramente eccezionale, questa capacità è dovuta al fatto che può respirare anche aria con un meccanismo assai particolare, il pesce va alla superficie ed inghiotte aria che poi passa attraverso il tubo digerente e fuoriesce gorgogliando dall'ano dopo aver attraversato la mucosa intestinale del pesce che è in grado di estrarre l'ossigeno dall'aria con buona efficienza.

## Effetti ecologici legati alla sua introduzione
Oltre all'ovvia competizione con le altre specie di cobiti presenti in Italia (tra cui il raro ed endemico cobite padano), questa specie, grazie anche alla riproduzione efficiente e ripetuta più volte nel corso dell'anno, oltre all'abitudine di infossarsi nel fango alla vista di un predatore, stabilisce popolazioni numerosissime e talvolta dominanti negli ambienti in cui si insedia.